# 牛津大學植物園

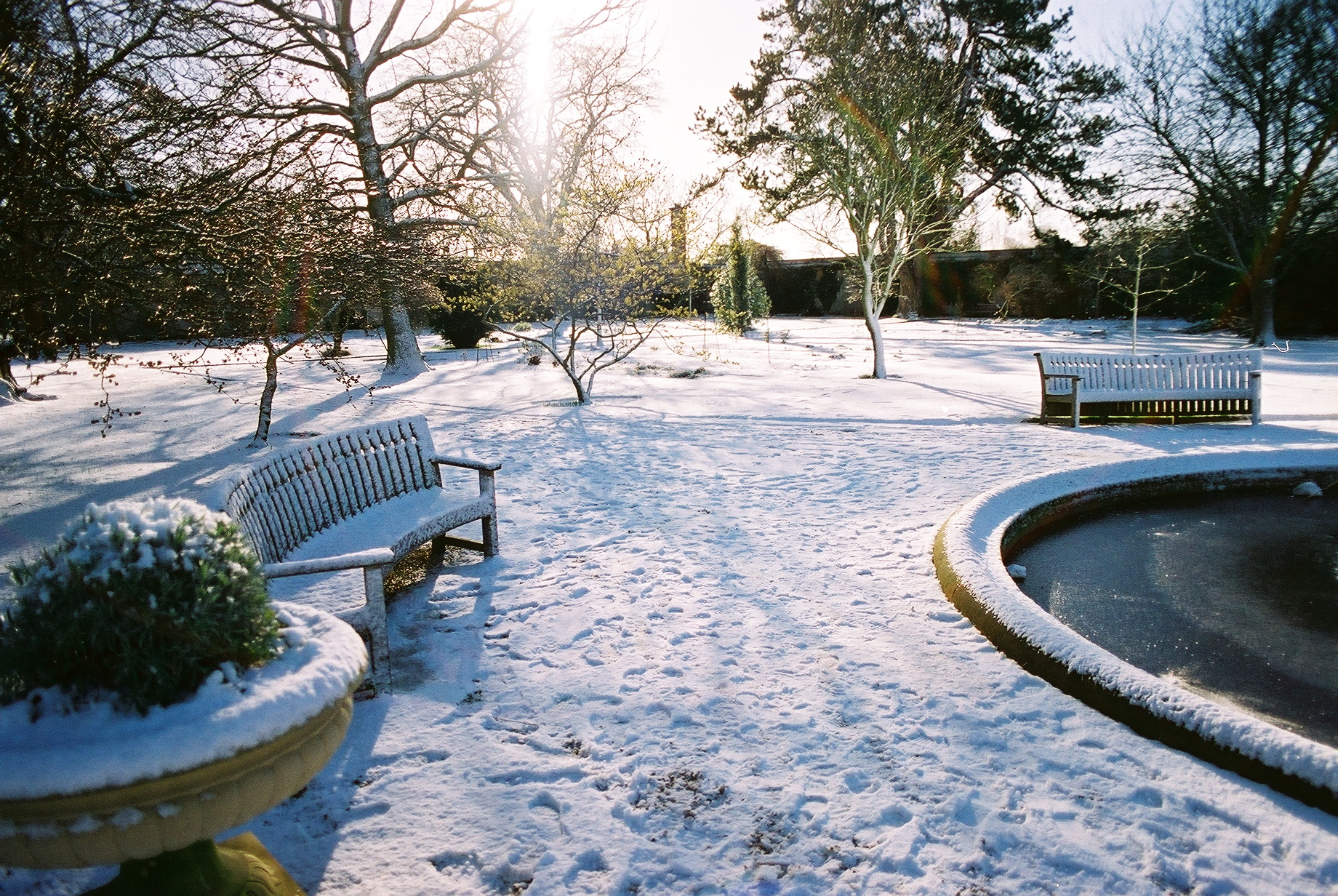
雪中的植物園。

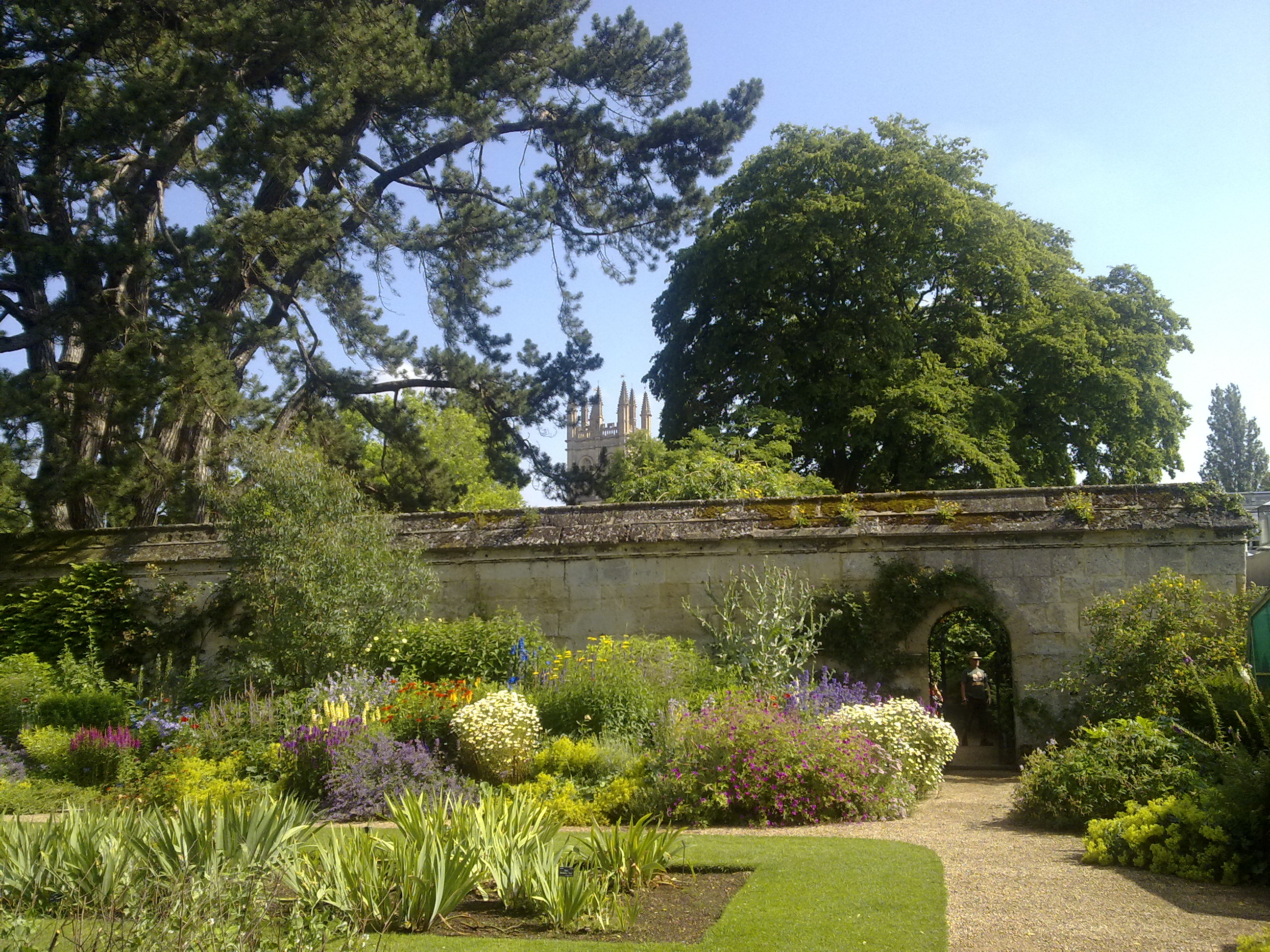
植物園中心，樹叢後半隱半現的是莫德林塔。

牛津大學植物園（University of Oxford Botanic Garden）是位於英國牛津郡的牛津大學中的一所歷史悠久的植物園。1621年作為藥材園建立，是英國最古老的科學用花園，也是世界第三古老的科學用花園。
現其面積達1.8公頃，種植有八千多種植物。至今仍然在全球各地收集植物、擴充藏品。

## 歷史

### 成立
牛津大學植物園由亨利·丹弗斯於1621年捐款五千英鎊（合2005年的£744,000）成立，當時是一個藥材園，目的是“讚頌上帝造物并促進學習”。選址在查韋爾河邊、牛津大學基督堂學院東北角、隸屬牛津大學莫德林學院的一片土地上。這片土地的一部分在1290年猶太人從牛津和英格蘭其他各地被驅逐走之前曾是猶太墓園。

### 目錄
漢弗萊·希索普為牛津大學植物園編了一本目錄，即《Catalogus Plantarum Horti Botanici Oxoniensis》。他的幼子約翰·希索普继承父業，繼續編寫此書。

## 佈局
牛津大學植物園分為三部分：
- 圍墻花園（Walled Garden）：被17世紀的原始石建築包圍，有植物園中最古老的樹——一棵歐洲紫衫
- 玻璃溫室（Glasshouses）：種植著異國植物
- 圍墻外到查韋爾河之間的地區

此外位於牛津以南10（6.2英里）處的哈克特樹園也屬於牛津大學植物園。

## 對文學的影響

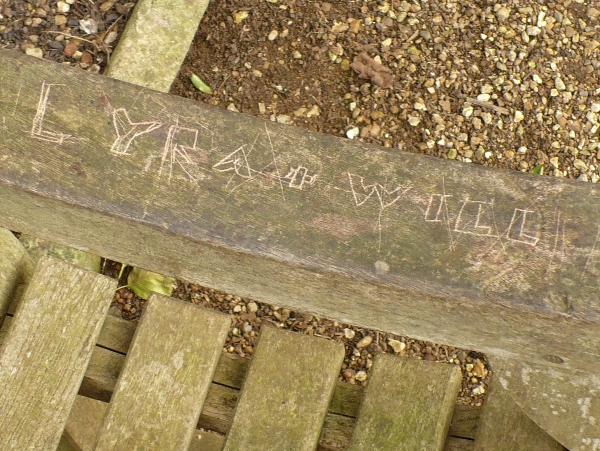
植物園內的長椅刻著《黑暗物质三部曲》男女主角的名字「萊拉+威爾」。

在19世紀60年代，牛津大學數學教授查爾斯·道奇森（筆名路易斯·卡羅）與包括愛麗絲在內的李道爾家小孩時常來到植物園。小說《愛麗絲夢遊仙境》中紅心王后的槌球場靈感即來自於牛津大學植物園。
J·R·R·托爾金於牛津大學任教期間，也時常來到植物園。他特別喜歡其中的一棵黑松樹，將其取名為「拉奧孔」。因此一些人認為該棵黑松樹是《魔戒》小說中樹人的靈感來源之一。該棵黑松樹已於2014年8月遭砍除。
在菲力普·普曼小說的第三部《琥珀望遠鏡》，牛津大學植物園是一個重要的場景，萊拉·貝拉克在此與威爾·派里吻別，兩人相約每年夏至時在各自的世界的植物園裡，坐在同一條長椅上以感受彼此的存在。小說推出後，吸引了不少書迷前來參觀植物園。

## 外部連結
- Official website （页面存档备份，存于）
- Virtual tour
- The Friends of Oxford Botanic Garden
- Oxford Botanic Garden — a Gardens Guide review